# 皮鞋

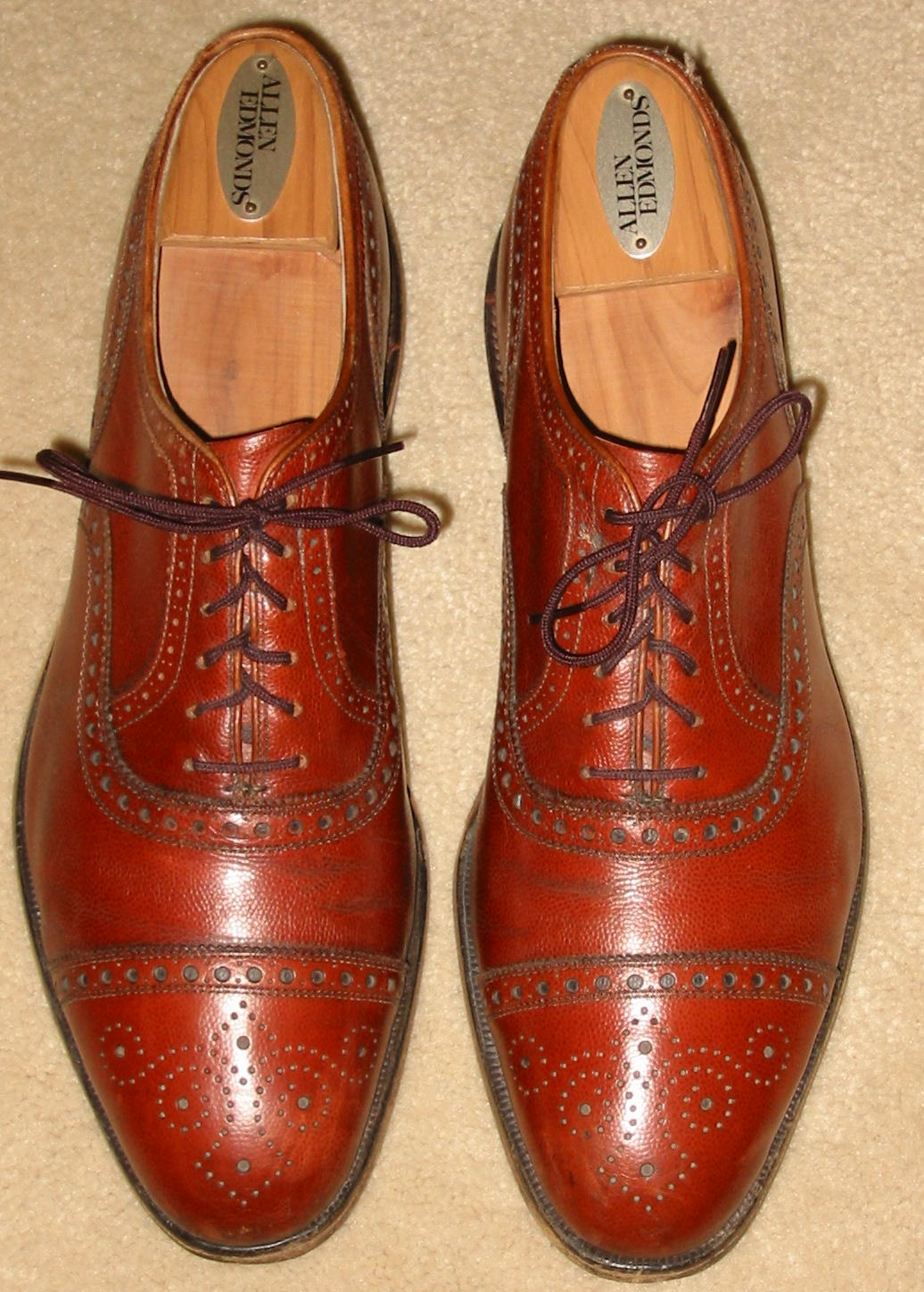
男裝皮鞋

女装皮鞋

皮鞋，又稱革履，古稱鞮（汉语拼音：dī），日語漢字也叫「革靴」，是主要由动物皮革或人造皮革做的鞋类。皮鞋比布鞋坚固耐用，防水，透气性稍差。可以正式场合穿，也可以休闲时候穿。款式很多。

## 历史
现今考古学认为，人类最早的皮鞋，是约5500年前出现的阿雷尼-1皮鞋（Areni-1 shoe）。
而在中國历史上，相传在黄帝时期就有臣子于则「用革造扉，用皮造履」。据可考察的史料记载，商周时期的皮革工艺就已经成熟，西周铜器上可见到有关皮鞋的铭文。战国时期，孙膑被施以膑刑，两腿不能动弹。为了行走，就根据古皮鞋改良出带鞋带的「高甬子履」，成为皮靴的原型。漢朝時皮鞋有了很多种类，未经鞣製生革制成的皮鞋叫草鞮，用熟皮鞣製的鞋履叫韦鞮。
中国出现现代工艺的皮鞋最早是在1876年的上海，浦东鞋匠沈炳根在上海永安街开设了第一家现代皮鞋厂，逐步将外国的皮鞋工艺在中国传播开来。
现今，皮鞋已经有了很多种类，如有绅士鞋、學生鞋等；也诞生了不少名牌，其中英国皮鞋工藝較高，但價錢也較昂貴，中国温州产皮鞋則價錢較便宜，品質也有一定水準。

## 種類

牛津鞋。

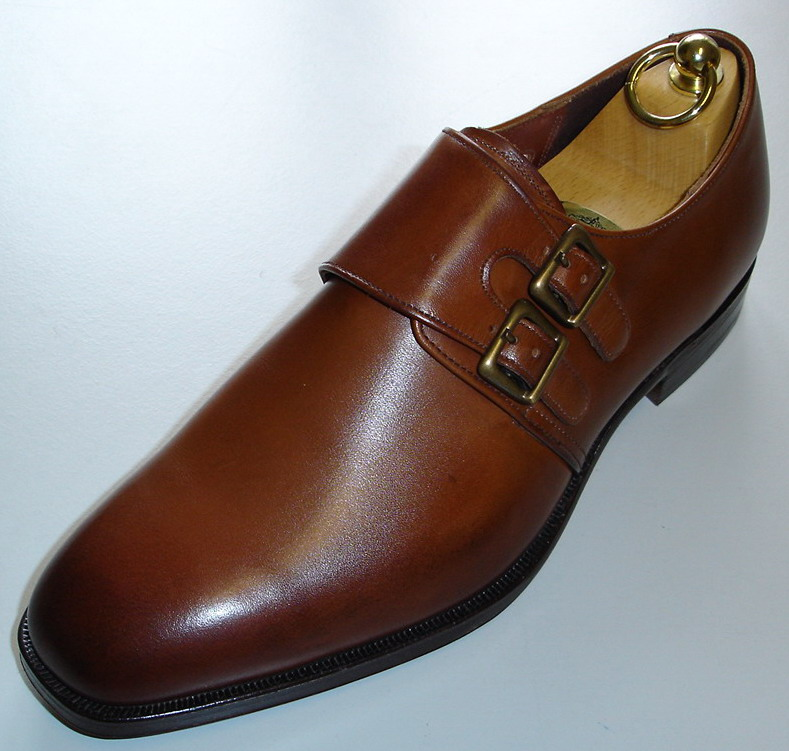
僧侣鞋。

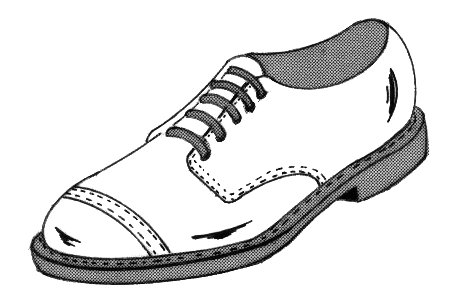
德比鞋。

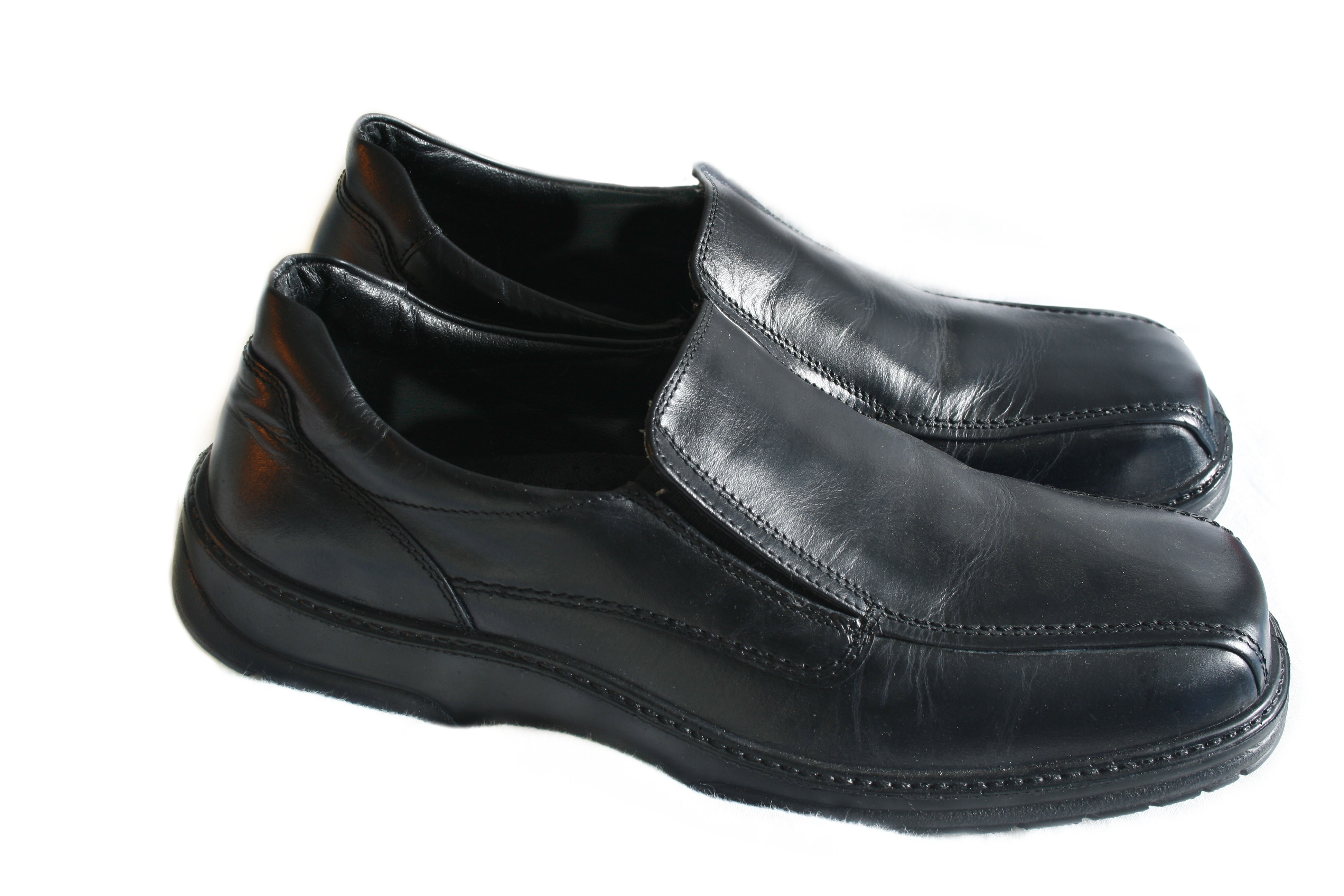
樂福鞋。

- 牛津鞋

- 僧侣鞋

- 德比鞋

- 樂福鞋，又稱懶人鞋。

- 娃娃鞋

## 相關
- 工廠工業用的安全鞋（英语：Steel-toe boot）
- 新手挑選男士皮鞋的注意點提醒 （页面存档备份，存于）